# Bashir Ahmad Saadat
Bashir Ahmad Saadat (sinh ngày 27 tháng 12 năm 1981) là một cầu thủ bóng đá người Afghanistan. Anh thi đấu ở vị trí hậu vệ và chơi bóng cho Maiwand Kabul FC kể từ năm 2000. Bashir được xem là một trong những cầu thủ xuất sắc nhất của Afghanistan. Bashir cao 190 cm.
Saadat có 5 lần ra sân cho Đội tuyển bóng đá quốc gia Afghanistan, bao gồm 2 trận vòng loại tại Giải bóng đá vô địch thế giới 2010.
Mặc dù là một hậu vệ, anh vẫn ghi được 7 bàn thắng trong 5 lần khoác áo, một kỉ lục xuất sắc ở vị trí của anh.

## Thống kê đội tuyển quốc gia
| Đội tuyển quốc gia Afghanistan | Đội tuyển quốc gia Afghanistan | Đội tuyển quốc gia Afghanistan |
| Năm                            | Số trận                        | Bàn thắng                      |
| ------------------------------ | ------------------------------ | ------------------------------ |
| 2003                           | 4                              | 0                              |
| 2004                           |                                |                                |
| 2005                           |                                |                                |
| 2006                           |                                |                                |
| 2007                           | 2                              | 0                              |
| 2008                           | 1                              | 0                              |
| 2009                           |                                |                                |
| 2010                           |                                |                                |
| Tổng                           |                                |                                |